# Rambling with Gambling
Rambling with Gambling fue un serial emitido por Radio WOR de Nueva York. Ha sido el programa de radio más duradero de la historia: ha estado en antena durante 75 años. La primera emisión fue en marzo de 1925 y la última se pudo escuchar el 1 de septiembre de 2000. El programa contó la vida de tres generaciones de los miembros de la familia de los Gamblings durante seis días a la semana.
- Datos: Q9066240